# Ahmad Jarba
Ahmad Jarba (in arabo أحمد العاصي الجربا‎?, Aḥmad al-ʿĀṣī al-Jarbā; Qamishli, 25 ottobre 1969) è un politico siriano.
Il sunnita Ahmad Jarba è il presidente del governo provvisorio siriano, che si contrappone militarmente all'autocratico presidente della Siria, Baššār al-Asad, motivo questo per cui ha dovuto in passato subire il carcere per motivi politici. Una volta esplosa la rivolta armata contro il regime al potere in Siria da oltre quarant'anni (1971) è stato individuato il 6 luglio 2013 come presidente della Coalizione nazionale siriana delle forze dell'opposizione e della rivoluzione, che costituisce il principale gruppo ostile ad al-Asad nella guerra civile siriana. 
La sua elezione è avvenuta nel secondo turno di un dibattito di tre giorni organizzato dalla Coalizione per rinnovare i suoi quadri principali. Ha ottenuto 55 voti, tre in più del suo antagonista Mustafa Sabbagh, che era sostenuto dal Qatar (estremamente attivo nel sostegno politico e finanziario della cosiddetta Primavera araba).
Jarba ha a suo tempo conseguito una laurea breve in Giurisprudenza ed è membro anche del Consiglio rivoluzionario dei clan siriani, in rappresentanza di al-Hasaka, e ha stretti rapporti con l'Arabia Saudita (altro Paese attivo nella politica interaraba e spesso in contrasto col Qatar).

È il leader della potente tribù degli Shammar, che ha sue branche in Siria, Iraq e Arabia Saudita.
Un suo importante riconoscimento a livello internazionale si è avuto il 28 settembre 2013, quando è stato ufficialmente ricevuto da Ban Ki-moon, Segretario generale delle Nazioni Unite.